# Аленка Цудерман
Аленка Цудерман (рођена 13. јуна, 1961. у Крању, ФНР Југославија) је бивша словеначка и југословенска рукометашица и олимпијска победница. Била је део репрезентације Југославије која је на Олимпијским играма у Лос Анђелесу 1984. освојила златну медаљу. Са Југославијом је освојила такође бронзану медаљу на Светском првенству 1982. Играла је за Олимпију из Љубљане.